# Apogonia hopei
Apogonia hopei är en skalbaggsart som beskrevs av Conrad Ritsema 1897. Apogonia hopei ingår i släktet Apogonia och familjen Melolonthidae. Inga underarter finns listade i Catalogue of Life.